# زوینس
زوینس (به هلندی: Zweins) یک منطقهٔ مسکونی در هلند است که در فرانکرادیل واقع شده‌است. زوینس ۱۱۶ نفر جمعیت دارد.